# تلمبه صفر مهرجردی
دانی هیتلر یا همون دانی سالیبر
کیبورد سالیبر (/ دانی هیتلر
برای دانلود کلیک کنید
کیبورد فونت نویس دانی هیتلر
برای دانلود کلیک کنید
کیبورد کل دانی هیتلر
برای دانلود کلیک کنید
اموزش ساخت کیبورد
برای دانلود کلیک کنید
کیبورد های دانی هیتلر برای دانلود بیشتر به چنل ما در سروش بپوندید
چنل ما در سروش
1. ↑  «ویترین سروش پلاس». splus.ir. دریافت‌شده در ۲۰۲۴-۰۸-۰۷.